# BAG4
BAG4‏ (BCL2 associated athanogene 4) هوَ بروتين يُشَفر بواسطة جين BAG4 في الإنسان.